# Суґайно
Суґайно (пол. Sugajno, нім. Sugan) — село в Польщі, у гміні Бжозе Бродницького повіту Куявсько-Поморського воєводства.
Населення — 195 осіб (2011).

## Демографія
Демографічна структура станом на 31 березня 2011 року:
|          | Загалом | Допрацездатний вік | Працездатний вік | Постпрацездатний вік |
| -------- | ------- | ------------------ | ---------------- | -------------------- |
| Чоловіки | 107     | 22                 | 72               | 13                   |
| Жінки    | 88      | 15                 | 44               | 29                   |
| Разом    | 195     | 37                 | 116              | 42                   |